# Одноразовый подгузник

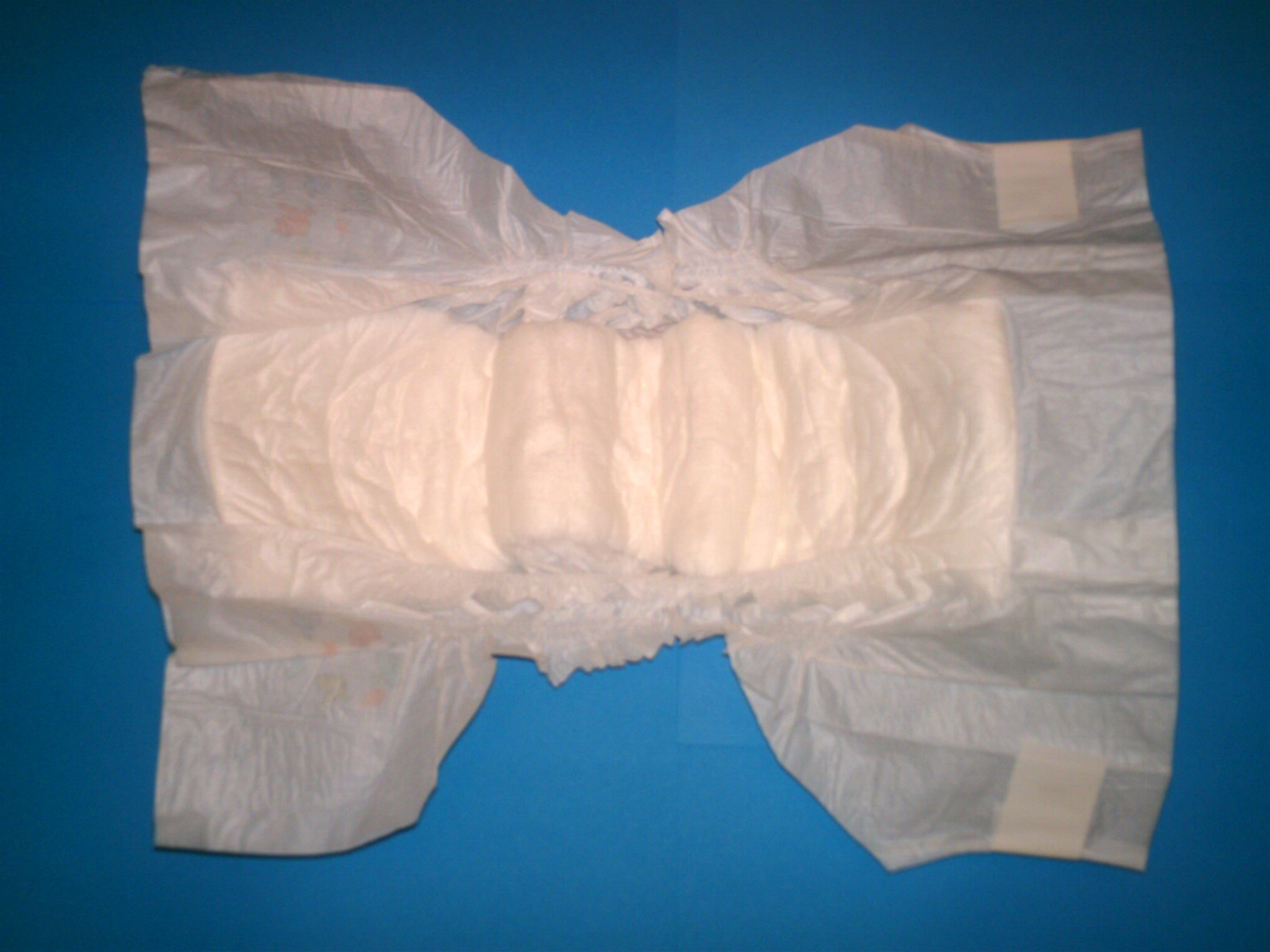
Развёрнутый детский одноразовый подгузник, подготовленный к надеванию

Однора́зовый подгу́зник — вид нижнего белья, в котором имеется слой, наполненный суперабсорбентом и предназначенный для поглощения мочи и недопущения загрязнения верхней одежды. Основа этого нижнего белья чаще всего изготавливается из целлюлозы. Бывают детские и для взрослых. Используется в большинстве случаев детьми, космонавтами, монтажниками, альпинистами, водолазами, лежачими больными, больными тяжёлыми психическими или неврологическими заболеваниями.
Создание одноразовых подгузников стало возможным благодаря изобретению в 1946 году американкой Марион Донован герметичного водонепроницаемого чехла для них.

## Название
В разговорном русском языке за одноразовыми подгузниками закрепилось слово «памперс» — по названию торговой марки «Pampers», владельцем которой является корпорация Procter & Gamble, одной из первых вышедших на советский рынок. В большинстве европейских языков подгузник обозначается тем же словом, что и пелёнка — амер. англ. diaper, нем. Windel, в британском английском языке подгузник называется nappy (уменьшительное от napkin — «пелёнка»). При этом следует учесть, что есть ещё одноразовые пелёнки, впитывающий слой которых работает по тому же принципу, как и в одноразовых подгузниках. Бывают также подгузники для плавания (англ. swim diaper, swim nappy).

## Виды одноразовых подгузников

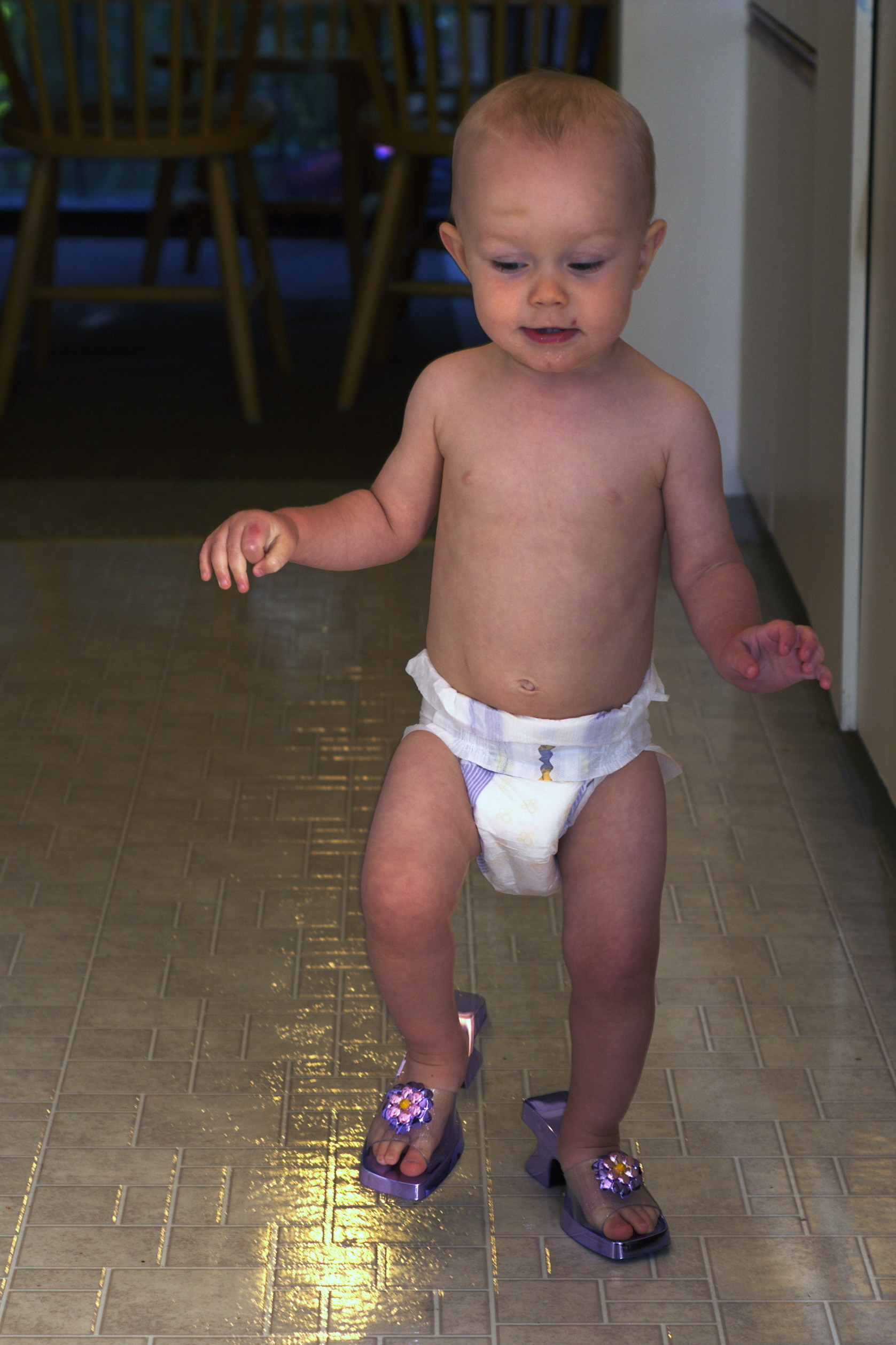
Ребёнок в одноразовом подгузнике

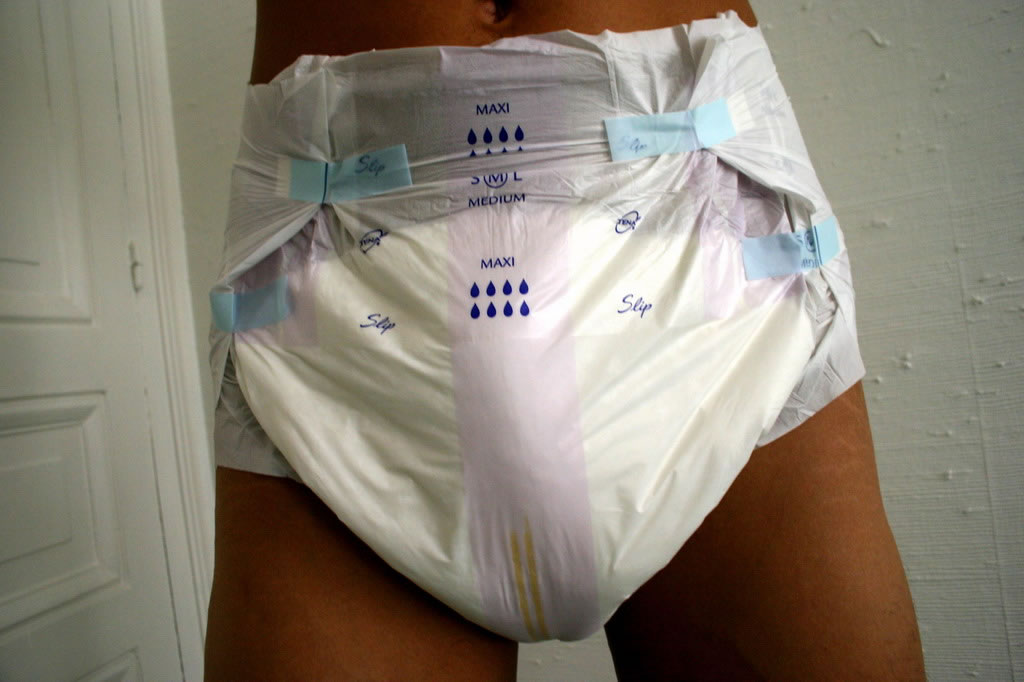
Одноразовый подгузник для взрослых

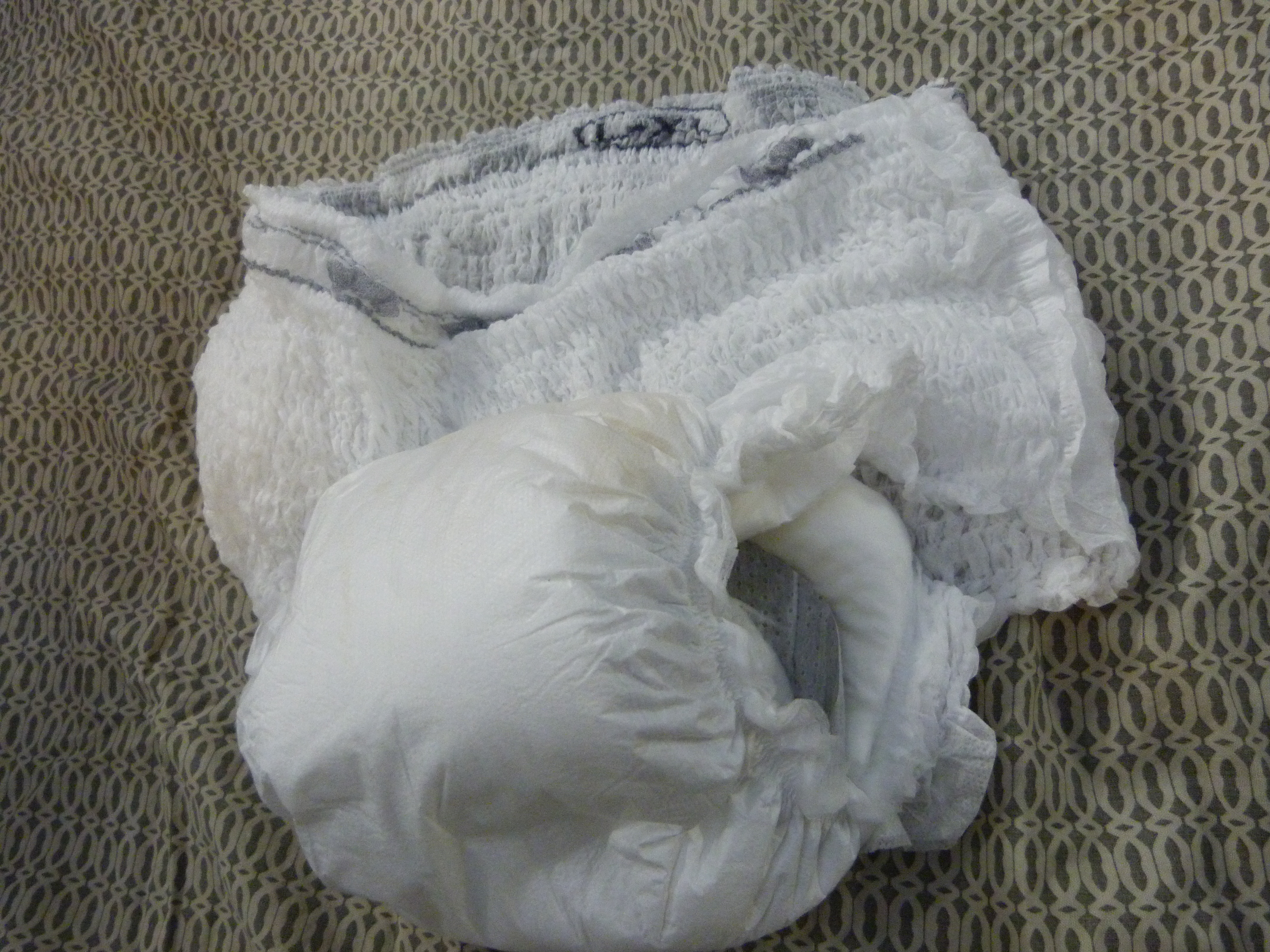
Использованный одноразовый подгузник-трусики

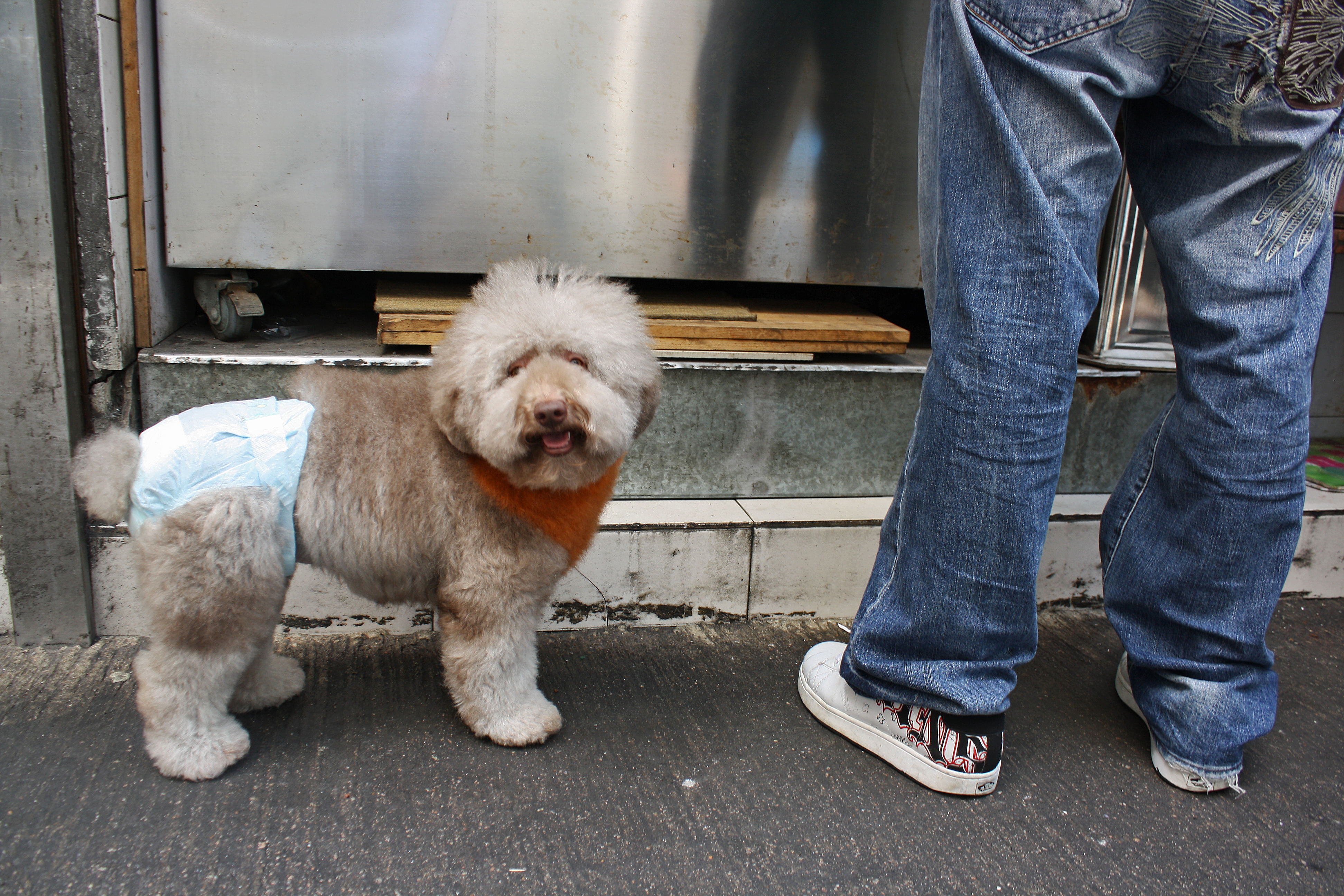
Для собак могут применять обычные одноразовые подгузники, но выпускаются и специальные предусматривающие их анатомические отличия

Одноразовые подгузники бывают в виде мягких впитывающих прокладок, оформленных для закрепления клапанами вокруг низа живота и поясницы (классический тип), либо в виде трусиков с эластичным широким пояском. Первые применяются с рождения и у лежащих людей, так как малохлопотны при надевании и снимании, особенно при загрязнении каловыми массами. Подгузники-трусики более подходят для переходного периода, когда уже акт дефекации контролируем, в качестве приучающего для пользования обычной одеждой. Также существует разновидность, предназначенная для плавания (в бассейнах) у лиц, страдающих энкопрезом. У классического типа застёжки могут быть типа текстильной застёжки («липучки») или клейкой ленты, они же позволяют использованный подгузник зафиксировать в аккуратно свёрнутом состоянии.
Одноразовые подгузники выпускаются разных размеров, рассчитанных для ношения детьми определённой возрастной группы или взрослыми определённой комплекции, в зависимости от этого производителями на упаковках указывается возрастная категория или весовая категория, для которой они предназначены. От этого зависят их размеры (то есть будет впору, сжимать или болтаться и проливаться) и расчётный объём впитывания. У каждого производителя одноразовых подгузников обычно своя система маркировки и разделения на группы, на это необходимо обращать внимание при приобретении. Иногда одинаковая буквенно-цифровая маркировка может отличаться по размерам и возрастно-весому предназначению среди разных маркетинговых линеек моделей даже у одного производителя.

## Рынок подгузников

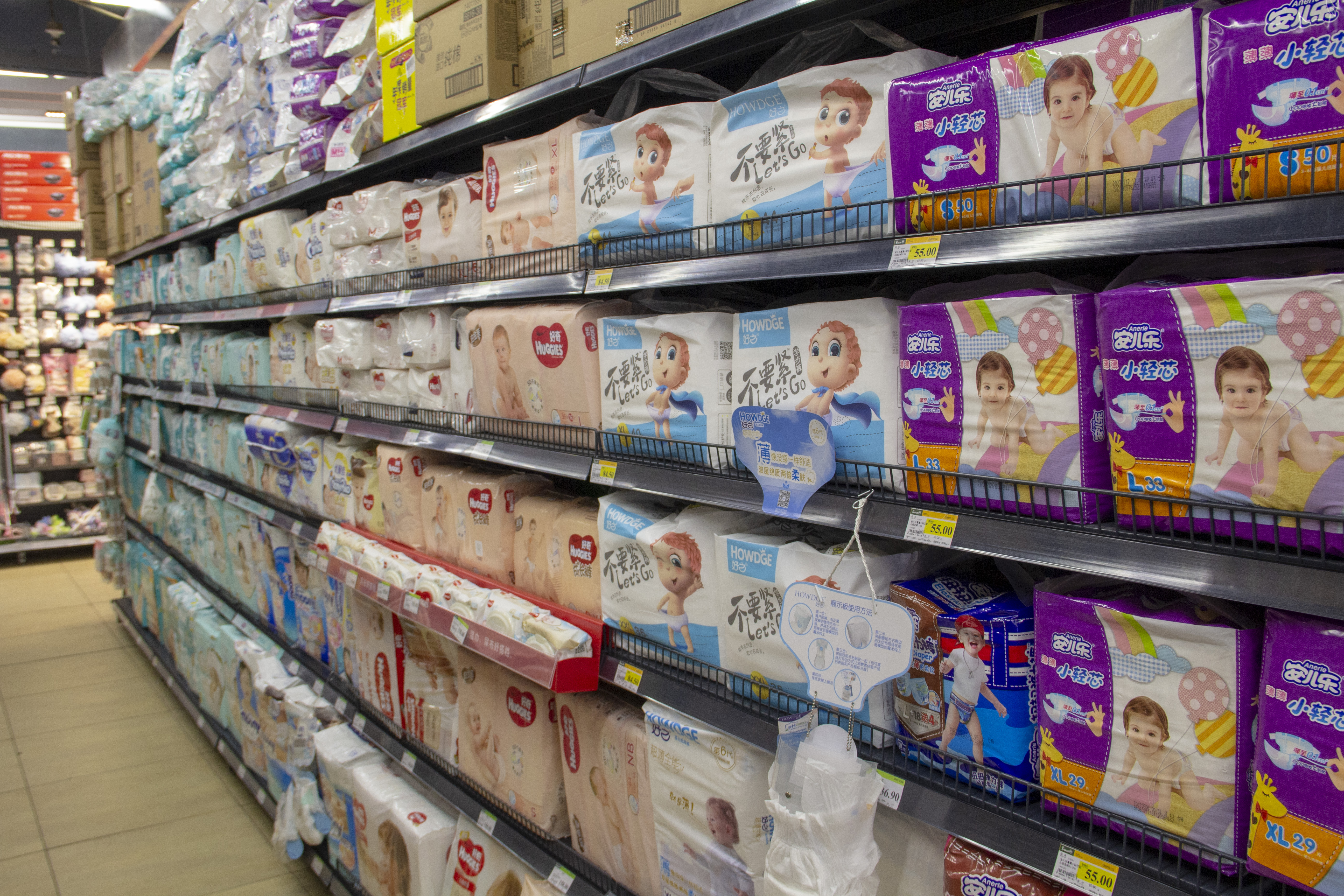
Упаковки с одноразовыми подгузниками различных производителей в супермаркете

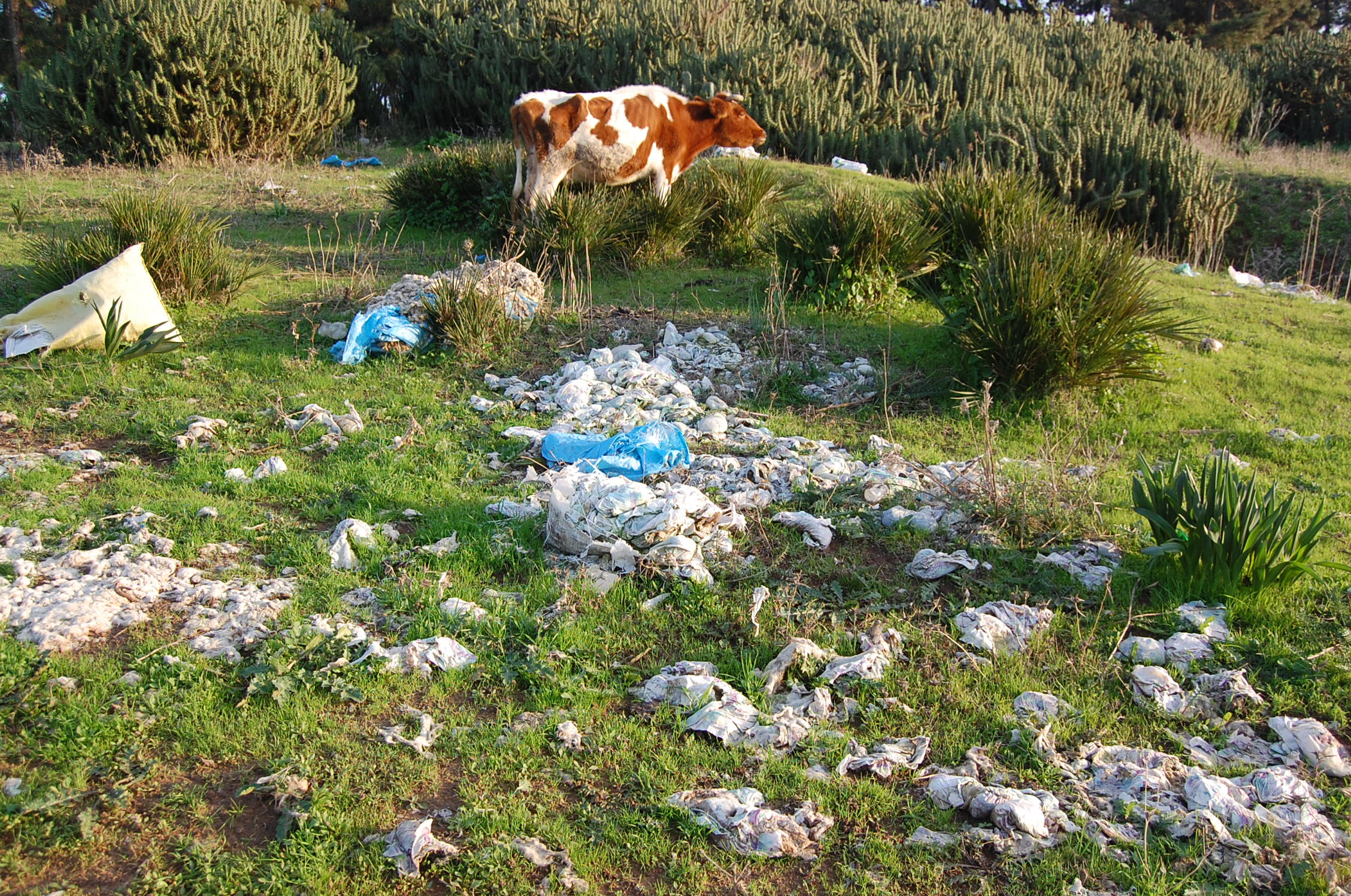
Загрязнение почвы использованными одноразовыми подгузниками

В настоящий момент около 95 % американских и 98 % европейских детей не обученных пользоваться туалетом пользуются одноразовыми подгузниками.
Мировой рынок подгузников на 2009 год оценивается в 20 миллиардов евро. Благодаря давней стабильности рождаемости в развитых странах, рынок подгузников там насытился. Расширение рынка предвидится в развивающихся странах, в первую очередь Китае и Индии, где одноразовыми подгузниками пользуются 6 % и 2,5 % соответственно (фр.).

## Экологический эффект
С начала 2000‐х годов основные производители подгузников начали выпуск «биологических» подгузников. Параллельно развивается рынок многоразовых подгузников.